# Kwarc niebieski
Kwarc niebieski (szafirowy, lazurowy, azurytowy, chabrowy krokidolitowy) jest to niebieska (w różnych odcieniach) odmiana kwarcu.

## Charakterystyka
Kolor wywołany jest obecnością bezładnie ułożonych, drobnych wrostków różnych minerałów m.in. krokidolitu, magnetytu, hornblendy, ribeckitu, rutylu, turmalinu, sodalitu, dumortierytu bądź zoisytu. Czasami barwa wywołana jest przez inkluzje gazowe lub ciekłe. Czasami po oszlifowaniu występuje asteryzm w postaci sześciopromiennej gwiazdy. Zjawisko to jest wywołane przez uporządkowane wrostki rutylu. 
Występuje przede wszystkim w skupieniach zbitych i ziarnistych. Bardzo rzadko tworzy kryształy. Jest przeświecający do nieprzezroczystego.

## Występowanie
Stanowi składnik głębinowych skał magmowych oraz utworów metamorficznych. Bywa spotykany w pegmatytach, granitach, gnejsach, grejzenach, żyłach kruszcowych, a także w pęcherzykach pogazowych w pobliżu występowania wulkanów oraz w formie otoczaków w skałach okruchowych. Składnik łupków krystalicznych i amfibolowych. Poza minerałami, będącymi jego wrostkami współwystępuje najczęściej z mikroklinem, innymi kwarcami oraz kalcytem.

## Miejsce występowania
Na świecie: Znany przede wszystkim z Brazylii oraz Stanów Zjednoczonych (Arizona, Kalifornia, Montana, Waszyngton). Występuje także w Indiach, Kazachstanie, Kanadzie, Skandynawii, RPA, Austrii, Hiszpanii, we Włoszech i na Sri Lance.
W Polsce: Bywa spotykany w gnejsach i granitach na obszarze Pogórza i Gór Izerskich (Sudety). Znajdowany także w formie otoczaków w żwirach i piaskach na wybrzeżu Bałtyku.

## Galeria

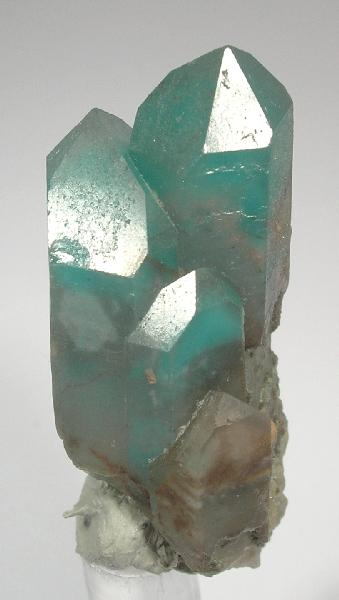
Kwarc niebieski zabarwiony Ajoitem z Afryki Południowej
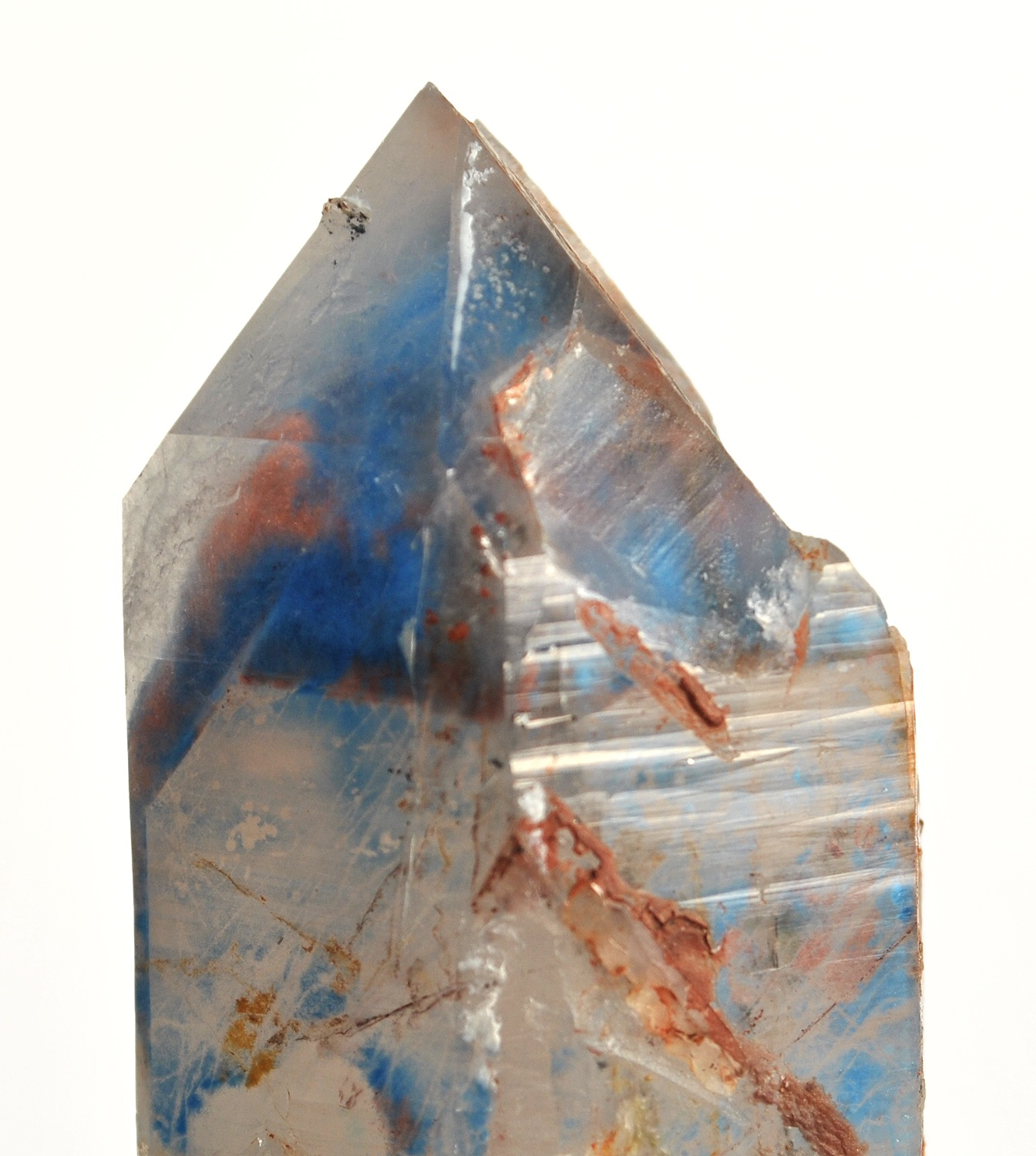
Kwarc z wrostkami Papagoitu z RPA
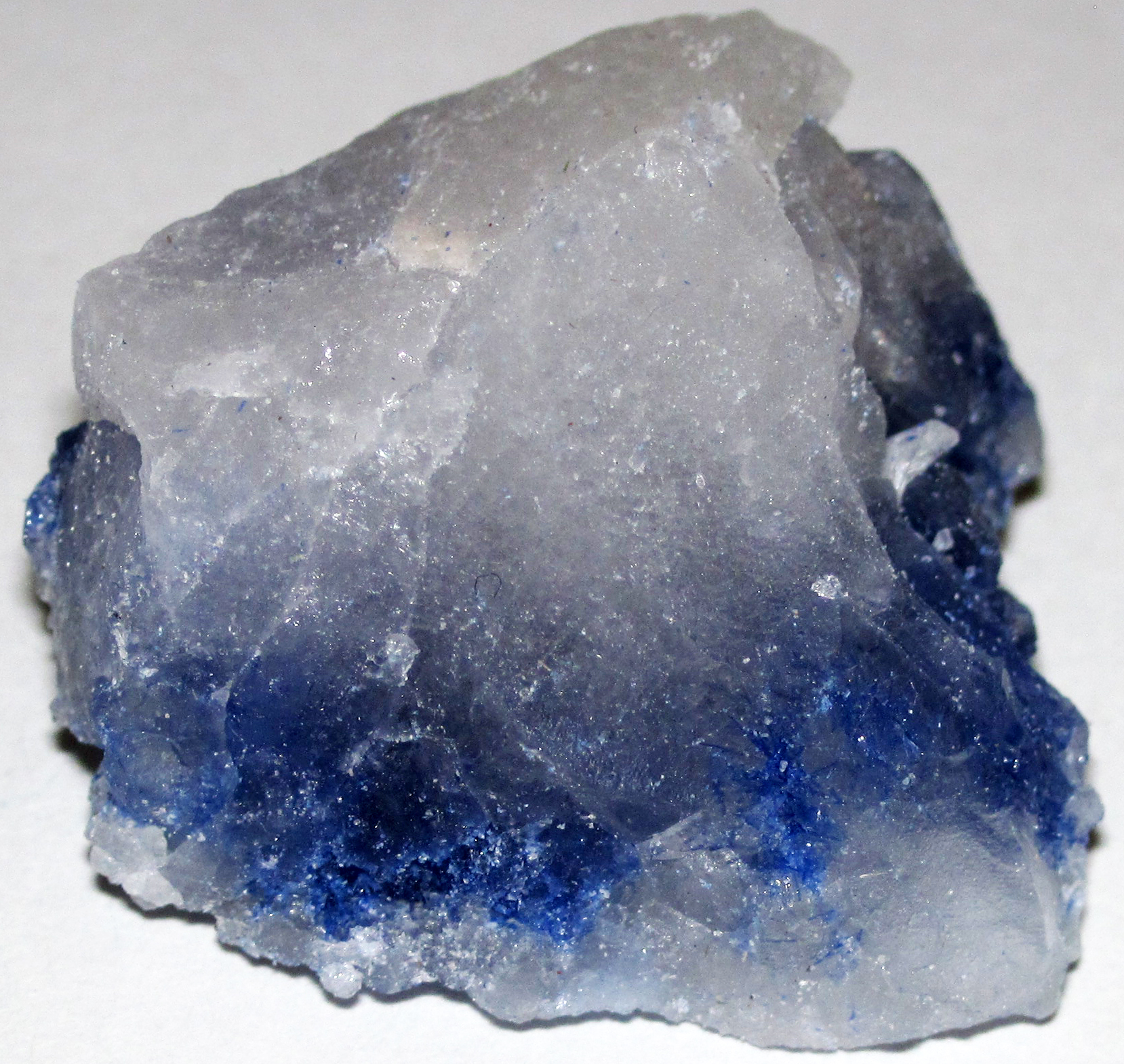
Kwarc zabarwiony dumortierytem z Brazylii
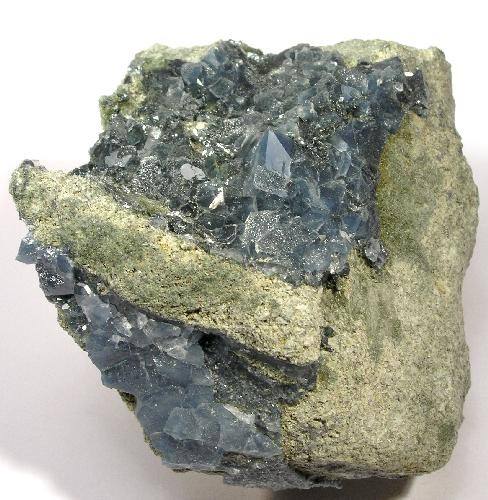
Kwarc z wrostkami Ribeckitu z Andaluzji w Hiszpanii
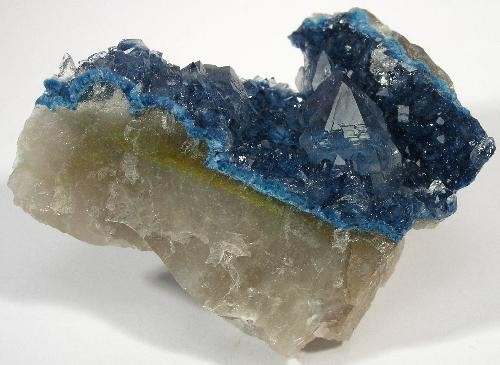
Kwarc z Shattuckitem z Namibii

## Zastosowanie
- jako kamień dekoracyjny
- interesuje kolekcjonerów
- do produkcji galanterii ozdobnej i artystycznej biżuterii

Możliwość pomylenia z: kwarcem dumortierytowym, z lapis lazuli.